# Back to Life (фильм, 1913)
«Back to Life» — американский короткометражный драматический фильм Аллана Дуона.

## Сюжет
Игрок вместе со своей больной женой отправляется в горы. Согласно заявлению врача, ей требуется особый уход, а он ненавидит жизнь и жену в том числе. Его утешает улыбка одной женщины, которую он увидел в местном салуне. Ковбои оскорбляют Джима, а он, в свою очередь, достаёт пистолет и стреляет. Ковбои преследуют его, а он бежит в горы. В это время жена узнаёт об измене мужа и уходит в горы, чтобы умереть. И вдруг она встречает Джима.

## В ролях
| Актёр               | Роль |
| ------------------- | ---- |
| Дж. Уоррен Керриган | Джим |
| Полин Буш           | жена |
| Уильям Вортингтон   |      |
| Джессалин Трамп     |      |
| Лон Чейни           |      |